# میریت‌آتون

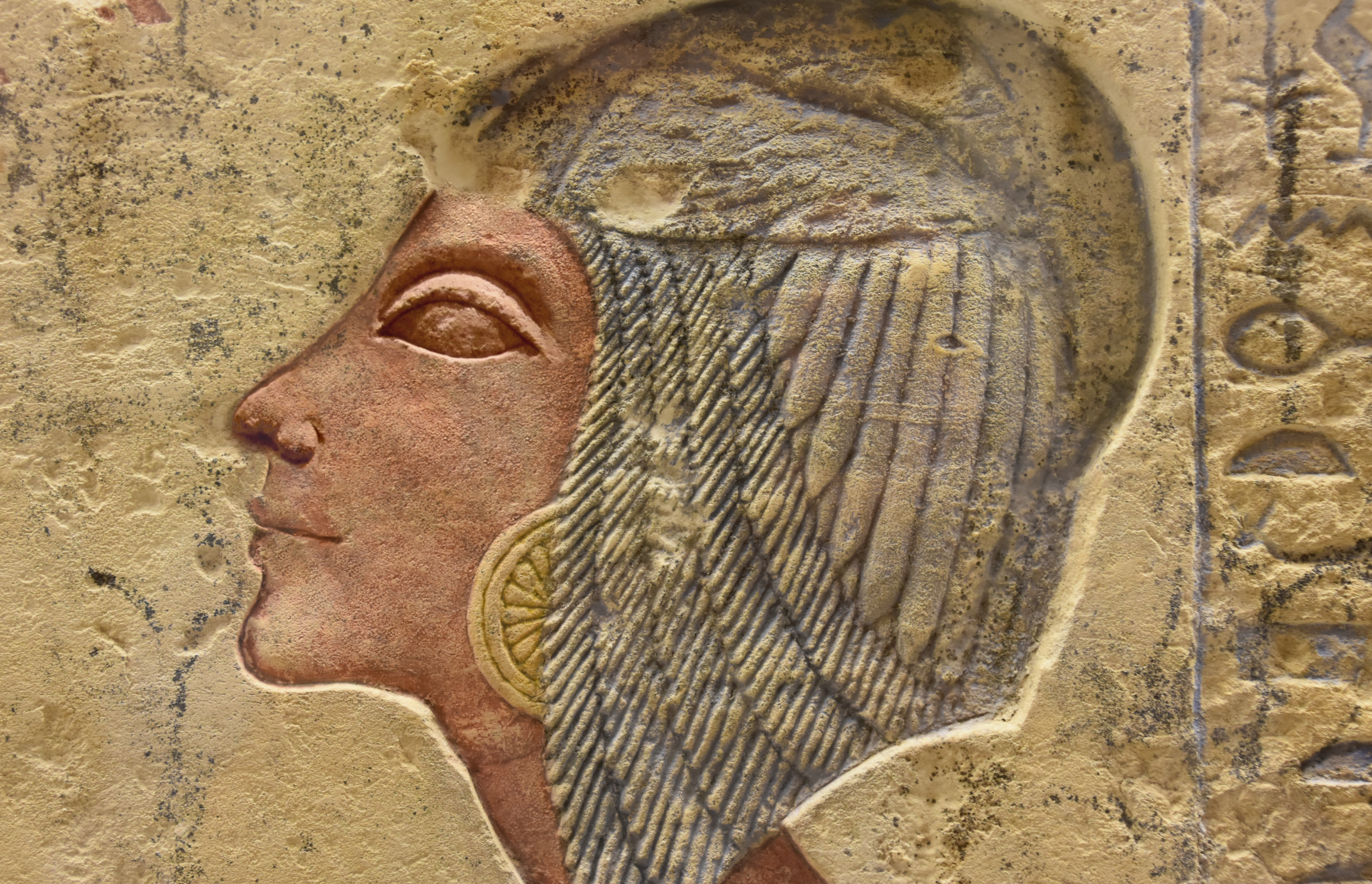
شاهدخت میریت‌آتون، کشف‌شده در عمارنه، حوالی ۱۳۴۷-۱۳۶۵ پیش از میلاد، موزه هنری گلیپتوتک، کپنهاگ

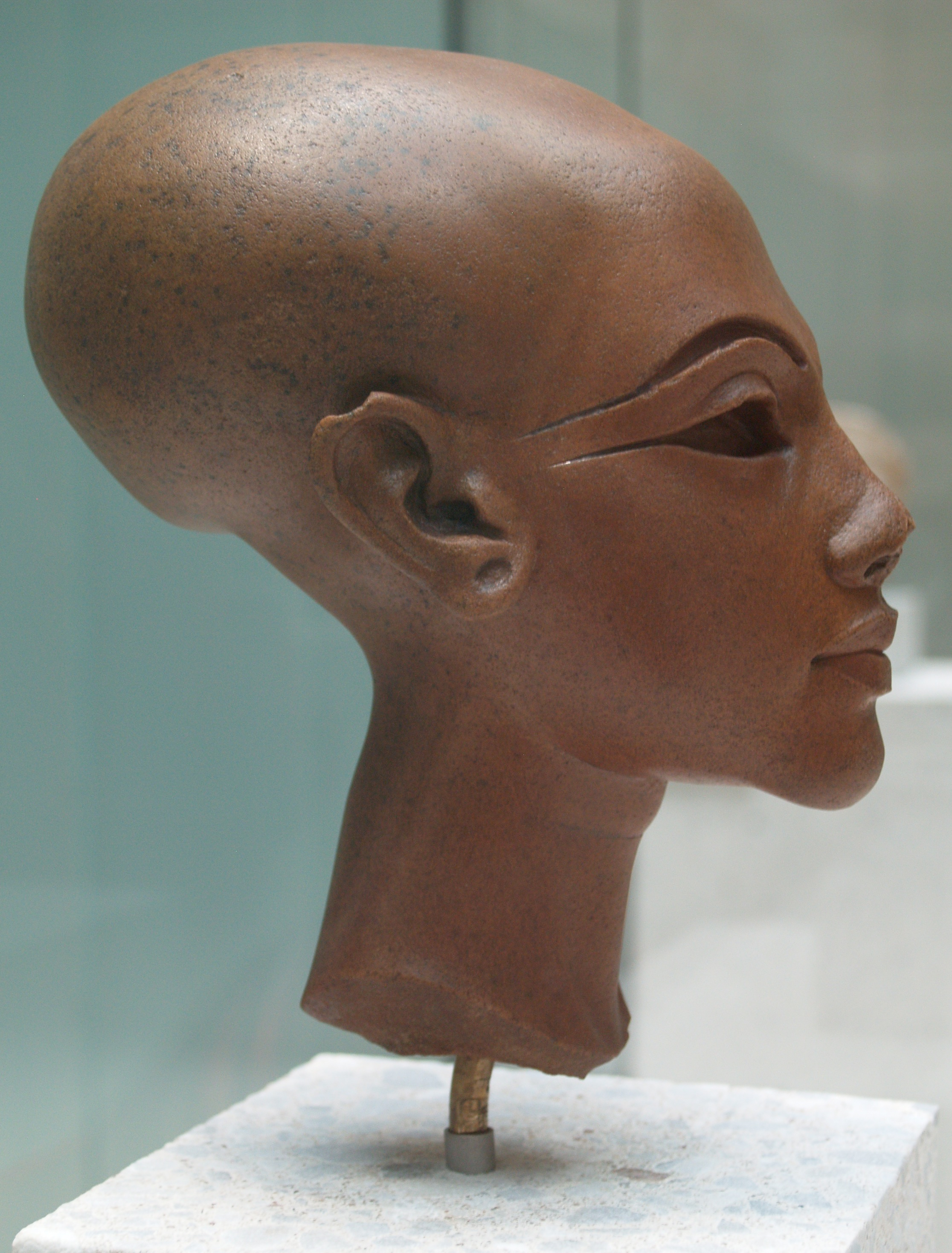
شاهدخت میریت‌آتون - موزهٔ برلین

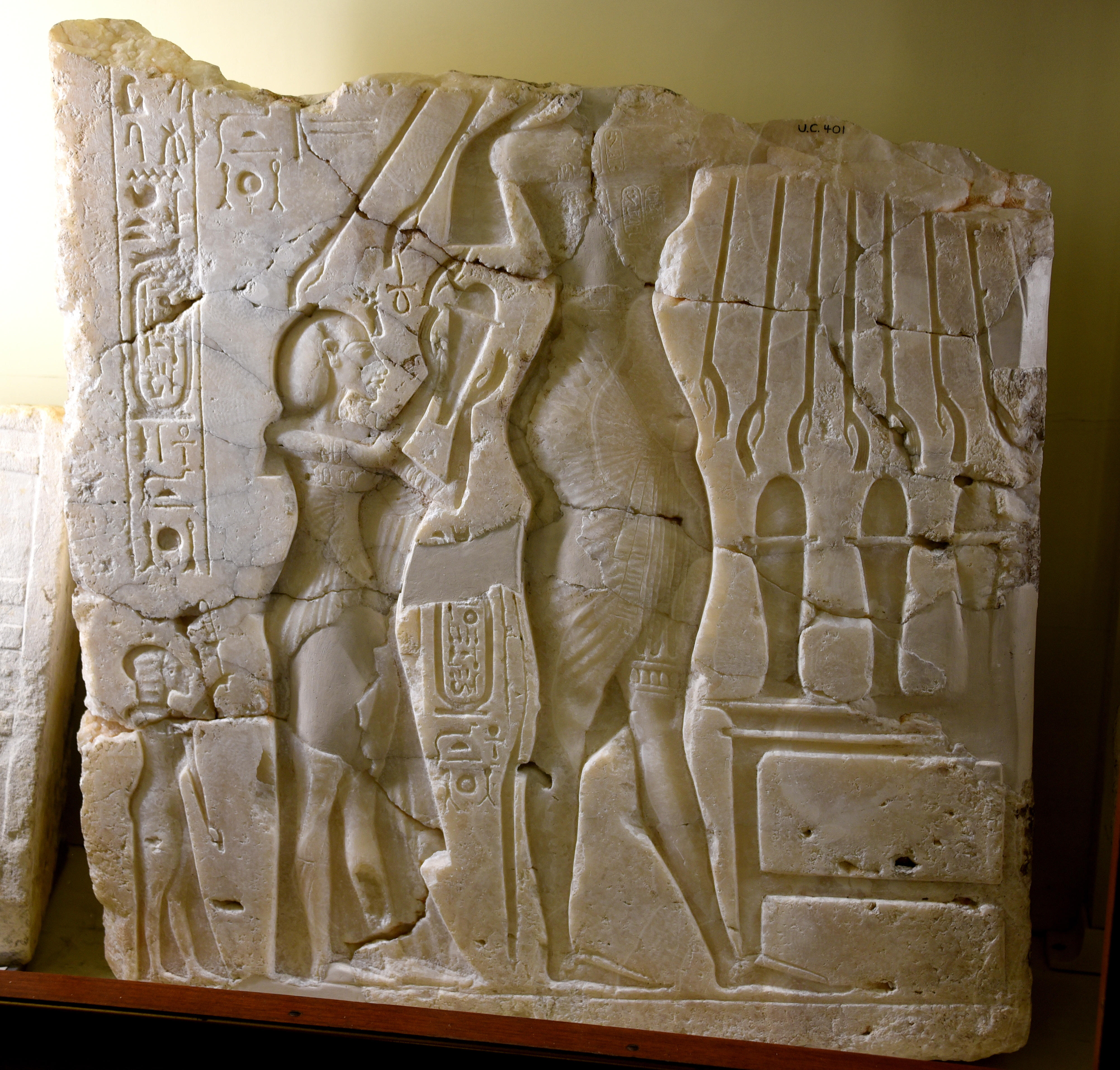
نقش‌برجسته معکوس از جنس سنگ مرمر گچی نمایانگر فرعون آخناتون، نفرتیتی و دخترشان میریت‌آتون است، با کارتوش آتون بر روی بازو و سینه پادشاه. کشف‌شده در عمارنه، مصر، دودمان هجدهم مصر، موزه پترای مصرشناسی، در کالج دانشگاهی لندن.

میریت‌آتون (انگلیسی: Meritaten؛ ‏مصری باستان: mrii.t-itn)) شاهدخت و همسر بزرگ سلطنتی اهل مصر باستان در دودمان هجدهم مصر بود. نام او به معنای «او که مورد محبت آتون است» می‌باشد؛ آتون خدای خورشید بود که پدرش، فرعون آخناتون آن را پرستش می‌کرد. او چندین عنوان داشت و نقش‌های رسمی را برای پدرش ایفا می‌کرد و به عنوان همسر بزرگ سلطنتی فرعون اسمنخ‌کارع که ممکن است برادر یا پسر آخناتون بوده باشد، انتخاب شد. میریت‌آتون همچنین ممکن است به عنوان فرعون تحت نام «عنخ‌خپرور نفرنفروآتون» سلطنت کرده باشد.

## خانواده
میریت‌آتون اولین دختر از شش دختری بود که از فرعون آخناتون و همسر بزرگ سلطنتی او نفرتیتی متولد شد. خواهران او مِکِت‌آتون، عنخ‌اسن‌آمون، نفرنفروآتون تاشیریت، نفرنفرور و ستپ‌ان‌رع هستند. میریت‌آتون در نامه‌های دیپلماتیک به نام «مایاتی» خطاب شده است. او در نامه‌ای از «ابیمیلیکی از صور» ذکر شده است. این اشاره معمولاً به دوره‌ای بر می‌گردد که موقعیت میریت‌آتون در دربار مهم‌تر شد، یعنی در نیمه دوم سلطنت آخناتون. با این حال، ممکن است که نامه به تولد میریت‌آتون اشاره داشته باشد.
او با جانشین آخناتون فرعون اسمنخ‌کارع ازدواج کرد.
نوشته‌ها از یک شاهدخت جوان به نام میریت‌آتون تاشیریت هم یاد می‌کنند که ممکن است دختر میریت‌آتون و اسمنخ‌کارع باشد. نوشته‌هایی از الاشمونین نشان می‌دهند که میریت‌آتون تاشیریت دختر میریت‌آتون است. این موضوع به دوران سلطنت آخناتون بازمی‌گردد و این بدان معنی است که پدر شاهدخت جوان ممکن است آخناتون باشد. اگر چنین باشد، این بدان معناست که آخناتون دختران خود را به عنوان همسر انتخاب کرده است. شاهدخت دیگری به نام عنخ‌اسن‌پاتن تاشیریت پیشنهاد شده که دختر دیگری از میریت‌آتون باشد، اما به احتمال زیاد او دختر عنخ‌اسن‌آمون است.

## زندگی‌نامه

### سال‌های اولیه درطیبه
میریت‌آتون احتمالاً در طیبه متولد شده است، اوایل ازدواج پدرش با نفرتیتی و شاید پیش از آنکه او سلطنت را به عهده بگیرد، زیرا او در سال پنجم سلطنت پدرش در مراسم‌ها شرکت می‌کند. خانواده سلطنتی ابتدا در طیبه زندگی می‌کردند و کاخ سلطنتی ممکن است بخشی از مجموعه معبد آخناتون در کَرنَک بوده باشد. استفاده دقیق از ساختمان‌های کَرنَک مشخص نیست، اما صحنه‌های تزیینی در تنی-منو نشان می‌دهند که ممکن است به عنوان اقامتگاه سلطنتی استفاده می‌شده است. میریت‌آتون در کنار مادرش نفرتیتی در نقش‌های حکاکی‌شده بر روی حویت بن-بن نمایش داده می‌شود. حویت بن-بن ساختمانی مرتبط با نفرتیتی است، که در صحنه‌ها به عنوان مقام بالاترین روحانی ظاهر می‌شود و همسر بزرگ سلطنتی بالاترین کشیش مؤنث محسوب می‌شود. میریت‌آتون پشت سر مادرش در حال تکان دادن سیستروم (جغجغهٔ سیمی مراسم نیایش در مصر باستان) دیده می‌شود. خواهران کوچکتر او، مِکِت‌آتون و عنخ‌اسن‌آمون، نیز در برخی از صحنه‌ها ظاهر می‌شوند، اما حضورشان به اندازه میریت‌آتون در این سنگ‌نگاره‌ها پررنگ نیست.

### شهبانوی عمارنه
میریت‌آتون در سال پنجم سلطنت پدرش فرعون آخناتون، در سنگ یادبود کرانی که سرحد پایتخت جدیدی را مشخص می‌کند که پدرش خانواده سلطنتی و مقاماتش را به آنجا منتقل کرده بود، ظاهر می‌شود. در دوران سلطنت آخناتون او بیشترین میزان تصویر و یادکرد را بین شش دختر داشت. تصویر او در نقاشی‌های معابد، مقابر و کلیساهای خصوصی دیده می‌شود. او نه تنها در میان تصاویری که زندگی خانوادگی فرعون را نشان می‌دهند، که در دوره عمارنه معمول بود، بلکه در تصاویری که مراسم‌های رسمی را نیز نشان می‌دهند، ظاهر می‌شود.
دو بنای اصلی که بیشترین ارتباط را با میریت‌آتون در عمارنه دارند، کاخ شمالی و مارو-آتون هستند. مارو-آتون در جنوب سرحدات شهری عمارنه واقع شده بود. این ساختمان شامل دو محوطه بود که استخرها یا دریاچه‌ها و سالن‌هایی در فضایی کاشته‌شده با درختان قرار داشت. یک جزیره مصنوعی دارای ساختاری با ستون‌ها بود که کف‌پوش رنگی آن صحنه‌هایی از طبیعت را نمایش می‌داد.
نام میریت‌آتون به نظر می‌رسد که جایگزین نام یک بانوی سلطنتی دیگر در چندین مکان شده است، از جمله در کاخ شمالی و در مارو-آتون. این امر به اشتباه به عنوان شواهدی از بی‌آبرو شدن و اخراج نفرتیتی از دربار سلطنتی تفسیر شده بود، اما اخیراً مشخص شد، که نام پاک شده از کتیبه‌ها در واقع نام کیا یکی از همسران فرعی آخناتون بوده است که در نتیجه آن فرضیه دربارهٔ میریت‌آتون را رد می‌کند.

## مرگ و دفن
متن‌های یک سنگ یادبود کرانی اشاره می‌کنند که میریت‌آتون قرار بود در آخیت-آتون (عمارنه امروزی) دفن شود.
«برای من قبری در کوه شرقی آخیت-آتون ساخته شود. دفنم در آنجا انجام شود، در میلیون‌ها جشن سالیانه‌ای که آتون، پدر من، برای من مقرر کرده است. دفن همسر بزرگ پادشاه، نفرتیتی، در آنجا انجام شود، در میلیون‌ها سالی که آتون، پدر من، برای او مقرر کرده است. دفن دختر پادشاه، میریت‌آتون، [در آنجا انجام شود]، در این میلیون‌ها سال.»
گورستان سلطنتی اخناتون در عمارنه برای دفن مِکِت‌آتون، تیه و آخناتون استفاده شد و احتمالاً پس از مرگ و دفن آخناتون مهر و موم و بسته شد. پس از آن، دفن میریت‌آتون ممکن است برای یکی از دیگر مقابر سلطنتی در عمارنه برنامه‌ریزی شده باشد.